# Zevenhuizen-Moerkapelle
Zevenhuizen-Moerkapelle (phát âmⓘ) là một đô thị ở tây Hà Lan, ở tỉnh Zuid-Holland. Đô thị này có diện tích 31,10 km² (trong đó có 1,23 km² mặt nước). Dân số là 10.198 (năm 2004).
Đô thị này được lập ngày 1 tháng 1 năm 1991, thông quan sáp nhập Moerkapelle và Zevenhuizen. Ban đầu có tên là Moerhuizen sau đó đổi tên thành Zevenhuizen-Moerkapelle ngày 1 tháng 2 năm 1992.
Các trung tâm dân số gồm Moerkapelle, Oud Verlaat, và Zevenhuizen.

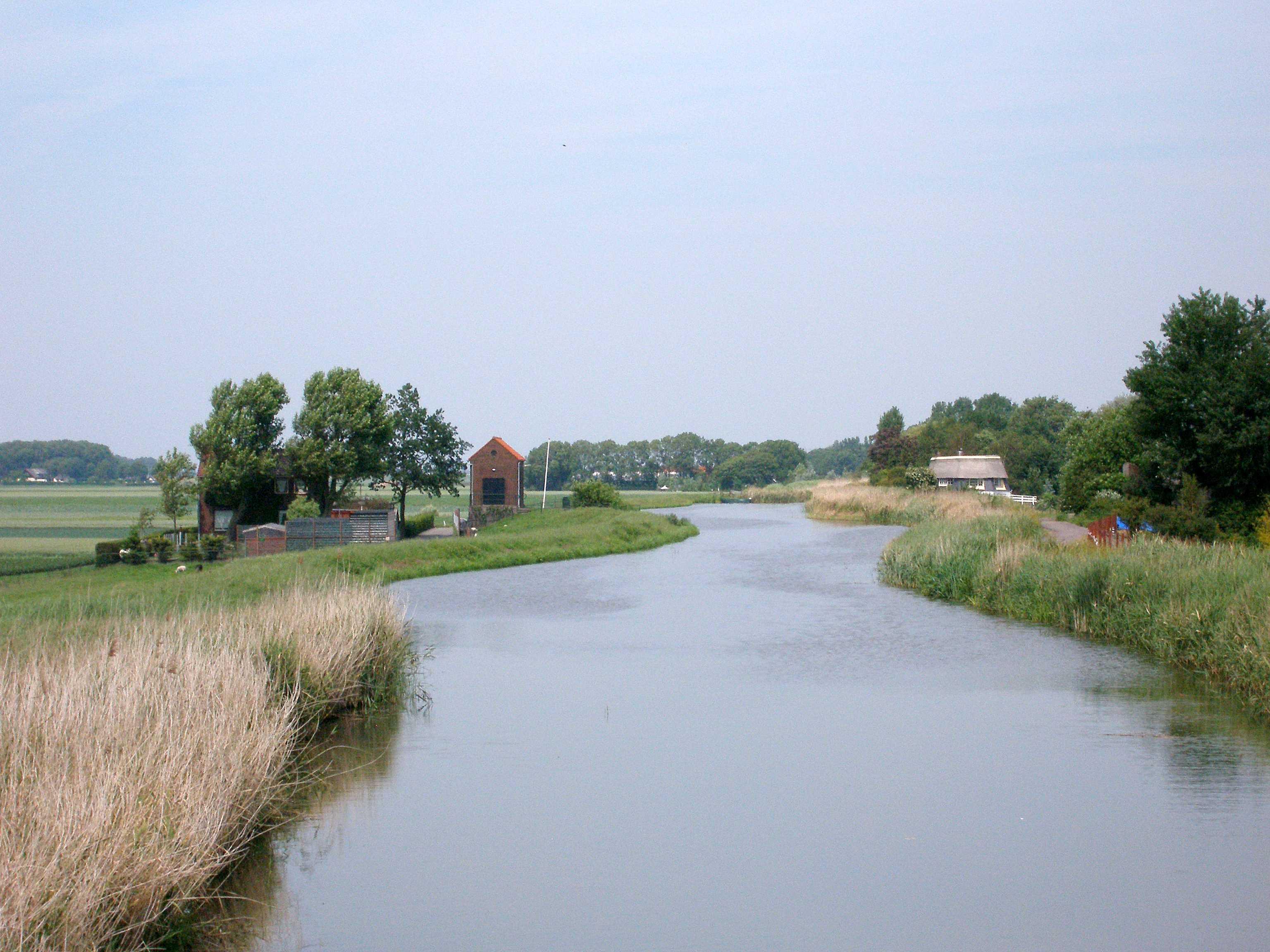
Sông Rotte bên trong đô thị Zevenhuizen-Moerkapelle.